# Turnera diffusa
La damiana (Turnera diffusa), también conocida como hierba de la pastora, hierba del venado, oreganillo, pastorcilla o rompe camisa macho, es una planta de 15 cm a 2 m de alto de la familia del maracuyá Passifloraceae. Crece en terrenos áridos de América tropical, Brasil, Bolivia, California y México (donde se la conoce como té mexicano). Llega a ser un arbusto bajo resinoso y fuertemente aromático al estrujarse, densamente seríceo o pubescente. Sus flores son verdoso amarillentas, pétalos amarillo-anaranjados, obovados, de hasta 6 mm de largo. Habita principalmente en matorrales secos y pastizales desde los 900 a los 2300 metros sobre el nivel del mar. Se utiliza como aromatizante y saborizante en la fabricación de licores y tiene controvertida fama de afrodisíaca..Turnera diffusa fue descrita por Willd. ex Schult. y publicado en Systema Vegetabilium 6: 679. 1820. Turnera: nombre genérico que fue otorgado en honor del naturalista inglés William Turner (1508-1568). diffusa: epíteto latíno que significa "extendida"

## Clasificación y descripción

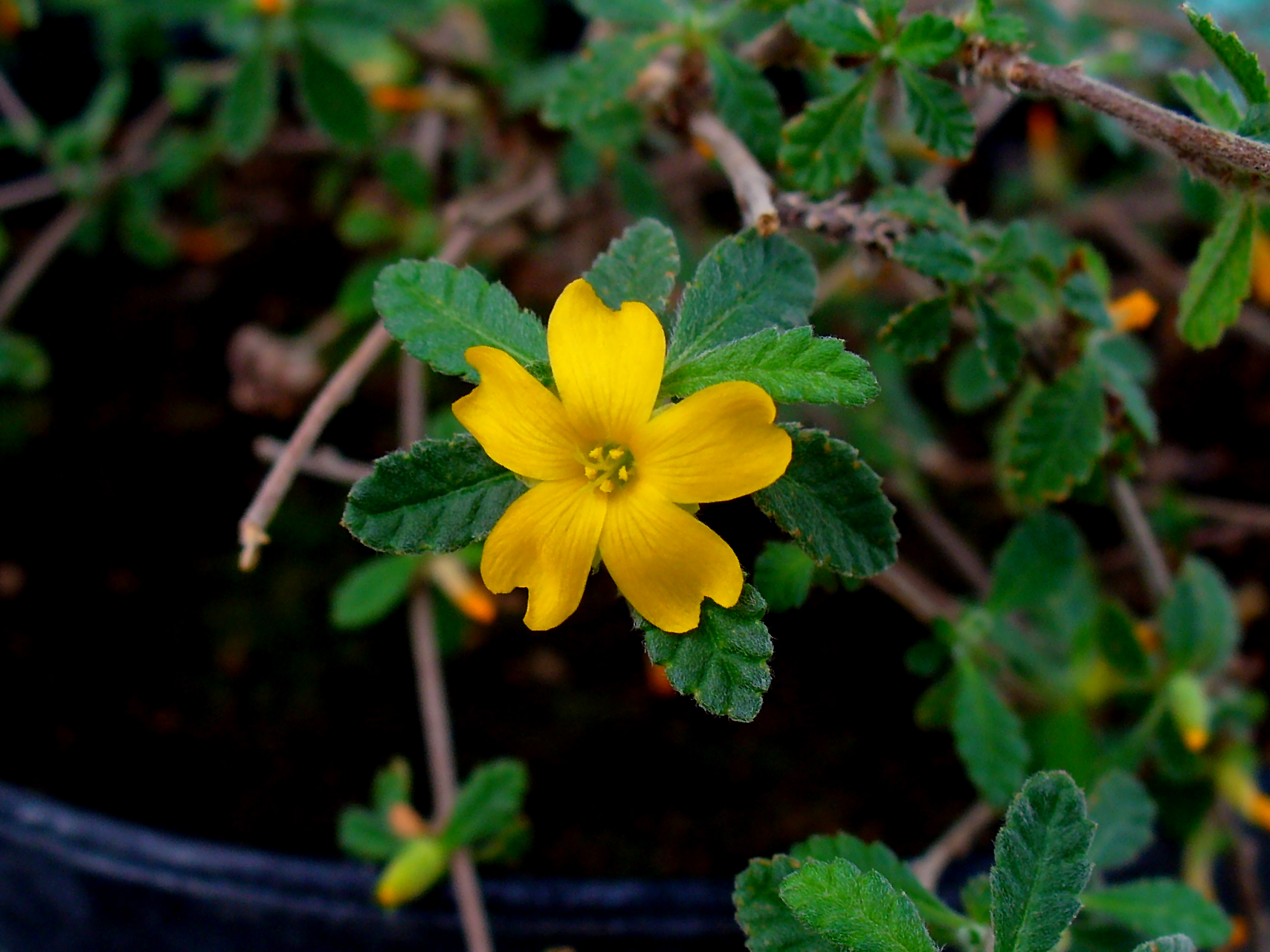
Detalle de la flor

Arbusto de 0.3 a 2 m de altura muy ramificado cuyos tallos son ligeramente rojizos; hojas simples, pequeñas y arrugadas, alternas, aromáticas, oblongas o rómbico-ovadas, de 1 a 2 cm de largo, glabrescente en la cara superior, tomentosa a pilosa en la cara inferior, ápice obtuso o agudo, margen aserrado, base cuneada, con pecíolos sin glándulas, despiden un fuerte aroma cuando se estrujan; flores bisexuales actinomorfas, solitarias, axilares, de 2 a 12 mm de largo, son amarillas y parecen estrellas escondidas entre las ramas, sésiles cáliz sin sépalo, tubuloso o campanulado con 5 lóbulos delgados; corola con 5 pétalos, de color amarillo, obovados o espatulados, delgados,; frutos tipo cápsulas, de 4 a 5 mm de largo; semillas con arilo.

## Distribución
Es nativa de México y Centroamérica. Se distribuye desde Texas hasta Sudamérica, incluyendo las Antillas. En México se distribuye en los estados de; Baja California Sur, Chihuahua, Coahuila, Sonora, Nuevo León, Hidalgo, Estado de México, Guerrero, Guanajuato, Michoacán, Jalisco, Zacatecas, Morelos, Nayarit, Oaxaca, Puebla, Querétaro, San Luis Potosí, Sinaloa, Tamaulipas, Veracruz, Yucatán y Quintana Roo.

## Hábitat
Se desarrolla en las siguientes asociaciones vegetales; matorral xerófilo, bosque tropical caducifolio, vegetación de dunas costeras, vegetación secundaria, selva baja caducifolia, bosque caducifolio y bosque templado; se puede encontrar en un gradiente altitudinal desde el nivel del mar hasta los 2000 m de altitud. Los suelos en los que crece y se desarrolla son someros, de textura franca-arenosa y arenosa. Planta silvestre, presente en terrenos de cultivo abandonados o cultivada en huertos familiares.

## Estado de conservación

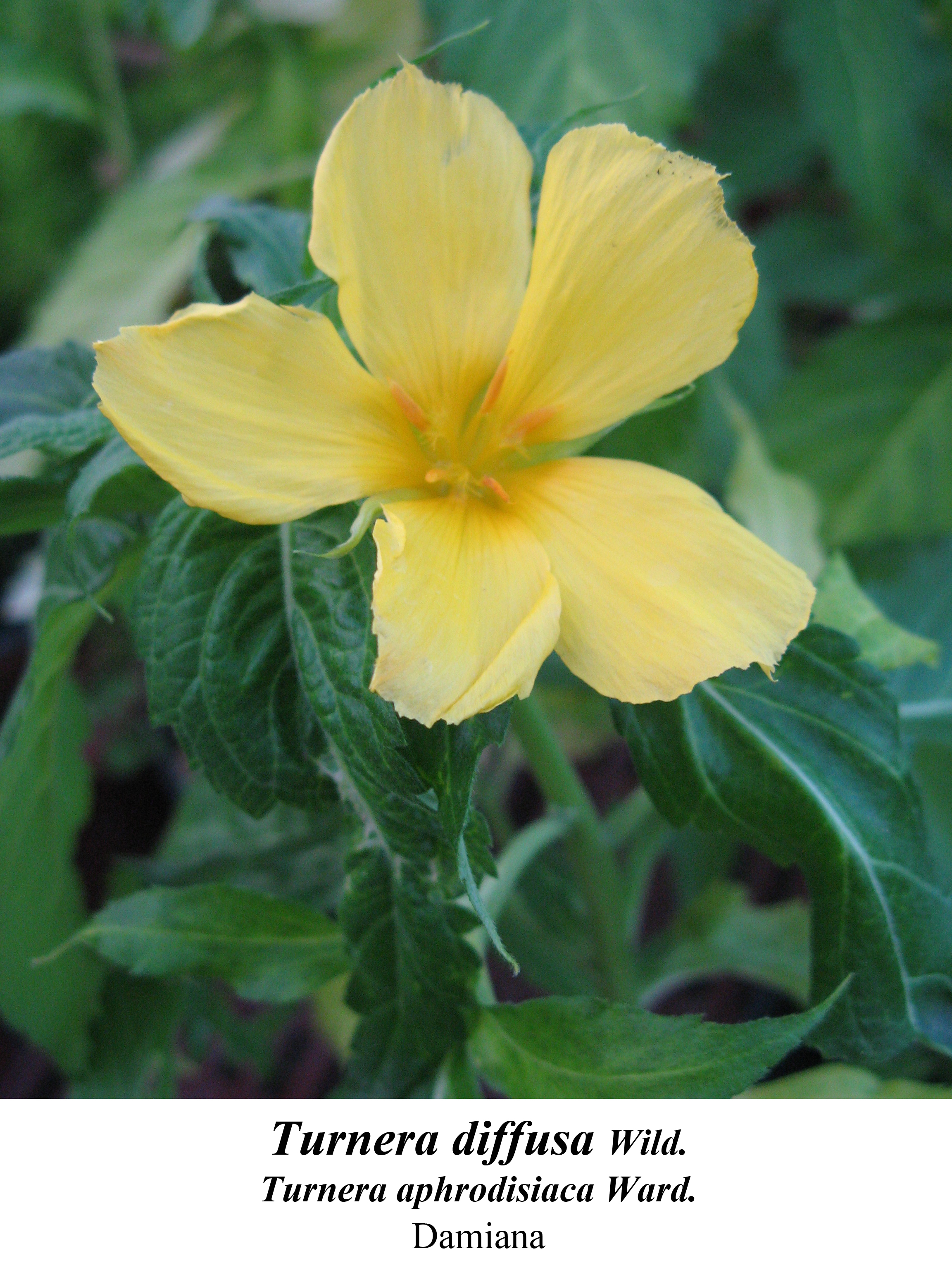
Flor

La producción que se obtiene actualmente depende exclusivamente de la recolecta de las hojas de plantas silvestres y su presencia está relacionada con precipitación pluvial, en consecuencia hay variación en la disponibilidad de la materia prima (hojas) de un año a otro, lo que causa inestabilidad en la oferta. Lo anterior propicia un mercado insatisfecho en forma permanente, repercutiendo finalmente en las percepciones de los productores. Es importante entonces realizar planes de manejo que permitan un aprovechamiento adecuado. Esta especie no se encuentra bajo alguna categoría de riesgo de la norma 059-ECOL-2010 de la SEMARNAT en México.

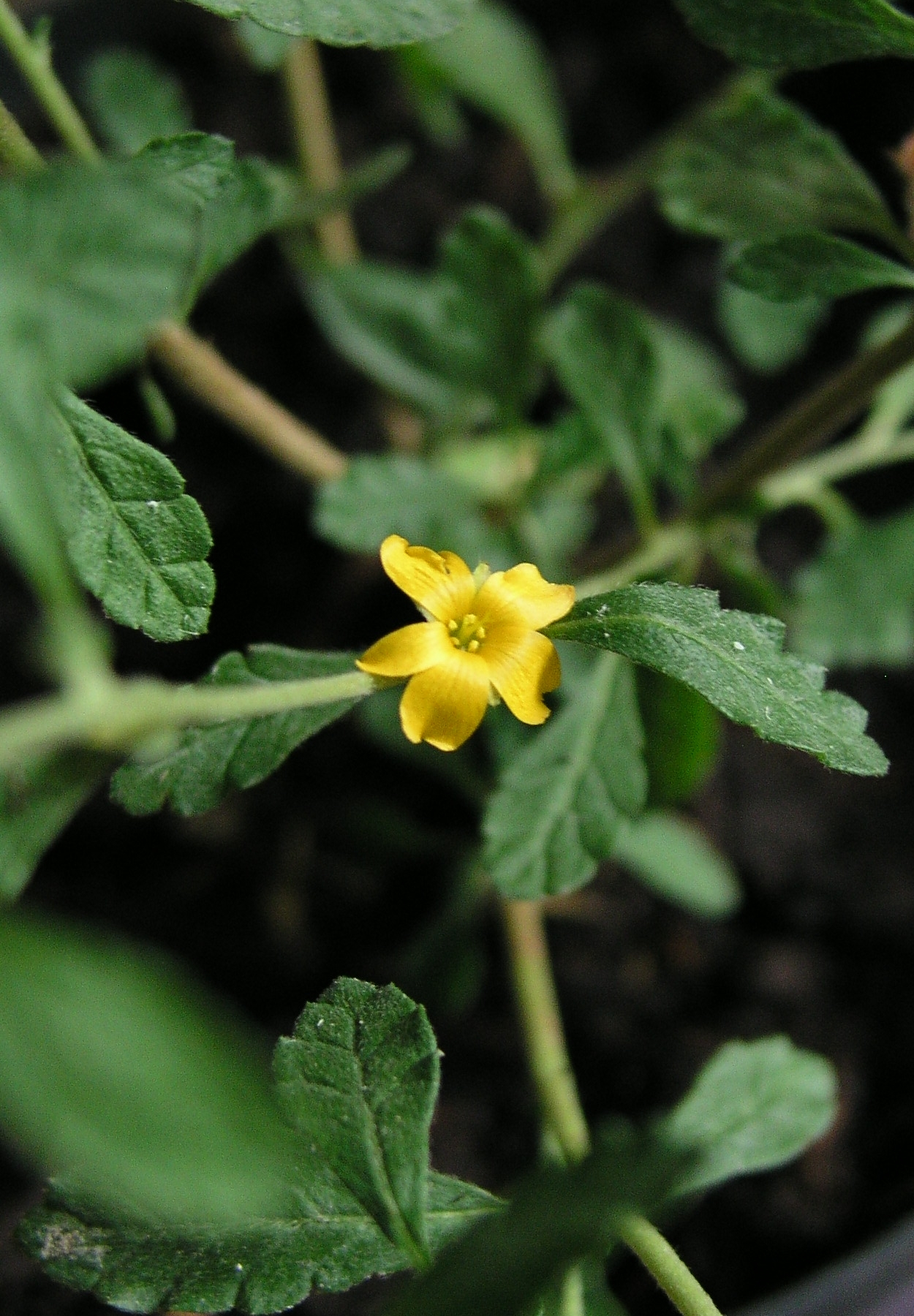
Vista de la planta

## Propiedades
- Posee propiedades estimulantes y afrodisíacas. Estudios en roedores, mostraron que un extracto acuoso de Turnera diffusa restituyó la capacidad copulatoria de ratas sexualmente inhibidas y mejoró notablemente la conducta copulatoria de ratas macho malas copuladoras. El efecto prosexual del extracto acuoso de Turnera diffusa en ratas, es principalmente el resultado de la activación de la vía del óxido nítrico (NO) a nivel del Sistema Nervioso Central. Además T. diffusa produce efectos de tipo ansiolítico en ratas y ratones, lo cual es una ventaja en su uso para mejorar el rendimiento sexual.  De forma similar al Sildenafil T. diffusa mejoró la ejecución copulatoria de ratas macho, pero, a diferencia del primero, T. diffusa no produjo efectos colaterales indeseables. T. diffusa no produjo efectos neurotóxicos en ratones en una amplia gama de doses.[9][10]
- Laxante suave.
- Tónico del sistema nervioso similar a la estricnina pero sin su potencial tóxico.
- Actúa sobre los centros espinales, estimulando la micción, erección y eyaculación.[11][12]
- Se emplea en impotencia masculina y frigidez femenina, en especial si se debe a causa psíquica.[13][14]
- y es también un antidepresivo potente según la dosis de consumo
- Damiana es un ingrediente en un tradicional licor mexicano, que se utiliza a veces en lugar de triple sec en margaritas. El folklore mexicano afirma que se utilizó en la margarita "original". La margarita damiana es popular en Los Cabos región de México.[15][16]

Química
Las hojas de T. diffusa contienen un aceite esencial en el que se han identificado los monoterpenos 1-8-cineol, para-cimeno, alfa y beta-pineno. Además se han encontrado en las hojas el componente fenílico arbutina, el compuesto alicíclico tetrafilína B y el alcaloide cafeína, este último también presente en las ramas, donde se han identificado además el flavonoide gonzalistosín, el esteroide beta-sitosterol y los alcanos hexacosanol, n-triacontano y tricosan-2-ona.